# Eschbachgraben
Der Eschbachgraben (fälschlicherweise auch Eschberggraben) ist ein etwa 3,3 Kilometer langer, rechter Zufluss der Volkach nahe der Stadt Volkach im unterfränkischen Landkreis Kitzingen. Der Eschbachgraben mündete noch im 19. Jahrhundert in den Main und wurde später kanalisiert und zur Volkach umgeleitet.

## Geographie

### Verlauf
Der Eschbachgraben entspringt auf einer Höhe von etwa 258 m ü. NHN südwestlich des Volkacher Gemeindeteils Gaibach in der Flur Kirchbergerweg, die nach dem Volkacher Marienberg benannt wurde. Er fließt in südlicher Richtung und erreicht bald die angrenzende Gemarkung Volkach. Der Bach wendet sich nach wenigen hundert Metern in Richtung Südwesten. Hier beginnt der sogenannte Eschbachgrund, weil der Bach in dem harten Muschelkalkboden nur ein schmales Klingental ausbilden konnte.
Im Eschbachgrund findet sich auch ein langgestreckter Teich, der vom Wasser des Bachs gespeist wird. Südlich einer Weggabel von mehreren Feldwegen mündet von rechts ein etwa 336 Meter langer, unbenannter Zulauf in den Eschbachgraben. Der Unterlauf des Eschbachgrabens ist vom ca. 256 m ü. NHN hohen Marien- oder Kirchberg geprägt, der vom Bach in einem langgestreckten Bogen umflossen wird. Unterhalb des Bergs erreicht der Bach die im Maintal verlaufende Kreisstraße KT 34.
Der Eschbachgraben wurde für die Straßenunterquerung kanalisiert und unter die Erde verlegt. Er speist, weiterhin unterirdisch, das Wasserschutzgebiet nordwestlich der Stadt Volkach. Hier zweigt ein unbenannter Nebenarm als Bewässerungskanal für die Weinberge ab. Parallel zum Main wird der Eschbachgraben nach mehreren hundert Metern unterirdischen Verlaufs wieder oberirdisch geführt. Er verläuft nun in östlicher Richtung als Graben des Volkacher Campingplatzes und bildet die Grenzmarkierung für die hier befindlichen Kleingartenanlagen am Mainufer.
Der Eschbachgraben erreicht weiter südöstlich die Volkacher Lände mit der Anlegestelle für Flusskreuzfahrtschiffe. Er wird unter der Auffahrt zur Volkacher Mainbrücke und der Staatsstraße 2260 hindurchgeführt und läuft entlang des städtischen Wohnwagenstellplatzes weiterhin parallel zum Main, der sich nach Süden wendet. Kurz vor Erreichen seines Zuflussziels wendet sich der Eschbachgraben nach Südosten und fließt auf einer Höhe von etwa 193 m ü. NHN in die Volkach.
Sein etwa 3,3 km langer Lauf endet ungefähr 65 Höhenmeter unterhalb seiner Quelle, er hat somit ein mittleres Sohlgefälle von etwa 33 ‰.

### Einzugsgebiet
Das Einzugsgebiet des Eschbachgrabens liegt an der Volkacher Mainschleife als Teil des Mittleren Maintals und wird durch ihn über die Volkach, den Main und den Rhein zur Nordsee entwässert. Der Bach fließt zu großen Teilen durch die Weinlage Volkacher Ratsherr und das Wasserschutzgebiet nördlich der Mainschleife.
Es grenzt
- im Norden an das Einzugsgebiet des Gaibachs;
- im Südwesten an den Main und
- im Süden an das Einzugsgebiet seines Mündungsbachs Volkach.

## Naturschutz
Der Eschbachgraben verläuft durch den nördlichen Teil des Landschaftsschutzgebietes Volkacher Mainschleife, das den charakteristischen Mainverlauf mit seinen Auwäldern und den naturnahen Uferflächen unter Schutz stellt. Der Bach wird in einiger Entfernung von Weinreben der Lage Ratsherr gesäumt, die hier seit Jahrhunderten wachsen. Entlang des tiefen Tals, das der Flussverlauf in das Gestein grub, bestanden außerdem lange Zeit Streuobstwiesen, die heute jedoch weitgehend aufgelassen sind. Stattdessen haben sie einer naturnahen Heckenlandschaft Platz gemacht, die heute als Biotop „Eschbachgrund“ unter Schutz gestellt ist. Daneben wachsen in der Uferzone ebenfalls geschützte Röhrichte und Seggenrieder. Der unterirdisch verlaufende Eschbachgraben sorgt in seinem Mittellauf außerdem für die Bewässerung der als Biotop eingetragenen Extensivgrünflächen im Wasserschutzgebiet nordwestlich von Volkach.